# هرناندولسین
هرناندولسین (به انگلیسی: Hernandulcin) با فرمول شیمیایی C۱۵H۲۴O۲ یک ترکیب شیمیایی با شناسه پاب‌کم ۱۲۵۶۰۸ است. که جرم مولی آن ۲۳۶٫۳۵ g/mol می‌باشد.